# Tanka
Tanka (tudi Waka) je tradicionalna japonska pesniška oblika, ki vsebuje pet verzov: prvi in tretji verz imata pet zlogov, drugi, četrti in peti pa sedem. Gre torej za izjemno kratko pesniško obliko, ki temelji na skrajni zgoščenosti izraza.
Tanka sodi še danes med najpopularnejše pesniške oblike na Japonskem. Njen pomen je mogoče primerjati s pomenom soneta za Evropejce.
Tanka je oblikovno ostala nespremenjena do današnjih dni, pogosto pa sta se spreminjala njena vsebina in občutje. Iz tanke sta se pozneje razvili renga (»verižna pesem«) in haiku.